# میوس (پنسیلوانیا)
میوس (به انگلیسی: Muse) یک منطقهٔ مسکونی در ایالات متحده آمریکا است که در شهرستان واشینگتن، پنسیلوانیا واقع شده‌است. میوس ۲٬۵۰۴ نفر جمعیت دارد.